# 曼古利萊
曼古利萊（西班牙語：Mangulile），是洪都拉斯的城鎮，位於該國西部，由奧科特佩克省負責管轄，始建於1882年，面積432.35平方公里，海拔高度996米，2001年人口7,618，人口密度每平方公里17.62人。
15°4′N 86°48′W / 15.067°N 86.800°W